# DNS4EU
DNS4EU (Domain Name System for the European Union) ist ein von der Europäischen Union mitfinanziertes Projekt zur Bereitstellung eines sicheren, datenschutzfreundlichen DNS-Resolvers. Der öffentliche Dienst wurde am 9. Juni 2025 gestartet.

## Hintergrund
Das Projekt wurde von der Europäischen Kommission im Rahmen des Programms Digital Europe ausgeschrieben. Ziel ist es, die digitale Souveränität der EU zu stärken und Alternativen zu nicht-europäischen DNS-Diensten wie Google Public DNS oder Cloudflare bereitzustellen.

## Konsortium
Das Konsortium besteht aus über 13 europäischen Partnern, darunter:
- Whalebone (Tschechien)
- CZ.NIC (Tschechien)
- HUN-REN (Ungarn)
- ABI Lab (Italien)
- Time.lex (Belgien)
- NASK (Polen)
- DNSC (Rumänien)

## Funktionsweise
DNS4EU stellt über ein Anycast-Netzwerk DNS-Resolver in verschiedenen Schutzstufen bereit, z. B. mit Malware-Blockierung, Jugendschutz oder Werbeblockern.
Es werden DNS-over-HTTPS (DoH) und DNS-over-TLS (DoT) unterstützt. Die Infrastruktur basiert auf europäischem Hosting, unter anderem bei Scaleway, DataPacket und Hetzner.

## Öffentliche Resolver
| Modus                     | IPv4         | IPv6                    | Beschreibung                                       |
| ------------------------- | ------------ | ----------------------- | -------------------------------------------------- |
| Protected (Malware-Block) | 86.54.11.1   | 2a13:1001::86:54:11:1   | Blockiert bekannte Malware-Domains                 |
| Kinderschutz + Malware    | 86.54.11.12  | 2a13:1001::86:54:11:12  | Blockiert jugendgefährdende und schädliche Inhalte |
| Adblock + Malware         | 86.54.11.13  | 2a13:1001::86:54:11:13  | Blockiert Werbung und Malware                      |
| Vollschutz                | 86.54.11.11  | 2a13:1001::86:54:11:11  | Kombination aller Filter                           |
| Ungefiltert               | 86.54.11.100 | 2a13:1001::86:54:11:100 | Keine Inhaltsfilter                                |

## Datenschutz
Alle Datenverarbeitungen erfolgen konform zur Datenschutz-Grundverordnung (DSGVO). DNS4EU verspricht, keine personenbezogenen Daten an Dritte weiterzugeben oder kommerziell zu verwerten.

## Kritik
Datenschützer und NGOs warnten im Vorfeld vor möglichen Missbrauchspotenzialen durch zentrale DNS-Filter. Die Betreiber betonen jedoch die Freiwilligkeit der Nutzung.